# Кудрін Олег Вікторович
Олег Вікторович Кудрін (*11 липня 1964, Одеса) — український журналіст, письменник.

## Біографія
Народився 11 липня 1964 року в Одесі. Закінчив геолого-географічний факультет Одеського держуніверситету (1986). Кандидат педагогічних наук ('Особливості підготовки студентів до педагогічного управління в системі «педагог-учень». Київ, 1996).
У складі команди «Джентльмени Одеського університету» — чемпіон КВК (1990), володар першого Літнього кубку (1994).
Працював у газеті «Гудок», де редагував третю в її історії гумористичну рубрику, після Ільфа-Петрова («Четверта полоса») і Олександра Кабакова («Клуб Ільфа і Петрова»). Редагував газету ФК Локомотив (Москва) — «ЛОКО».
Працював у ВД «Здоров'є», «Собєсєднік», анімаційній студії «Пілот ТВ»
На цей час — відповідальний редактор біографічного журналу «Імєна» (український аналог видається під назвою «Звьозди»).

## Книги
У співавторстві з Валентином Крапивою та Всеволодом Люмкісом написав гумористичну історію Одеси «Одеський Сатирикон або Всеохоплююча історія Одеси від турків до урків» («Астропринт», Одеса, 2000).
У співавторстві з актором й автором команди КВК ДГУ Борисом Худімовим написав дві п'єси. «Про Василя, Воду і Жид-рибу», часопис «Октябрь», 2006, № 5 (філософська казка) та «Прикордонне село», 2007 (фантасмагорія про Росію і нью-йоркські вежі-близнюки).
Автор роману «Фондурін 917» (АСТ-прес, 2006). Незважаючи на пародійний характер, твір планувався до видання у вже зазначеному часописі «Октябрь». Однак правовласники заборонили публікацію. У книзі «скасовується» Жовтневий переворот 1917-го року. З приводу роману в тижневику «Собєсєднік» (2006, № 34) була продуктивна полеміка між Дмитром Биковим і Сергієм Лук'яненко.
Роман «Код від Вєнічки» («Олімп»-Астрель, 2009) увійшов до списку 50-ти найкращих книжок року за версією газети НГ-Exlibris. Книга являє собою своєрідне алкоголічне фентезі, присвячене творчості російського письменника Венедикта Єрофєєва.
Двомовний роман «Полтавська перемога» написаний у жанрі альтернативної історії. У Полтавській битві перемогли Карл XII і Мазепа. Петро I і Меншиков загинули, в Росії почалася смута. І Мазепа заснував Всерусинську імперію зі столицею в Києві. Велика частина подій книги відбувається в 30-50 роках XX століття в столиці московицької союзної республіки — Москві. А країною, соціалістичної Руссю Посполитою (тобто, народною) керує «продовжувач справи Великого Лєнька, мудрий Керманич Йосип Вісаріоновіч Сталько». На країну віроломно нападає потужний Третій Ріке на чолі з хьовдінгом Адольфусом Хітлерссоном… Роман увійшов до шорт-листу премії «Нонконформізм-2010»
Остання робота — книга «Фон Кіхот Готичний», перший в історії сервантістикі критичний аналіз нацистського трактування роману «Дон Кіхот». Журнальний варіант книги вийшов в часописі «Октябрь» (2011, № 1).
Сьогодні автор працює над не менш несподіваною і цікавою книгою "Генріх Гейне — ліберал «стосовно підлості» (в назві використано цитату з казки Салтикова-Щєдріна).

## Цікаві факти
Своєрідним літературним інститутом для автора стала новелізація популярного телесеріалу «Кармеліта-1», зроблена у надзвичайно стислі терміни. За дев'ять місяців було написано шість томів.
Кудрін бере участь в житті української діаспори в Москві, пише публіцистичні матеріали на цю тему. Ще в Одесі написав матеріал, після якого Анатолій Вассерман перестав публікуватися в одеській пресі й переключився на московську та інтернет.